# Scissurella phenax
Scissurella phenax is een slakkensoort uit de familie van de Scissurellidae. De wetenschappelijke naam van de soort is voor het eerst geldig gepubliceerd in 2012 door Geiger.